# Heinz Entner
Heinz Entner (* 27. Oktober 1932 in Reichenberg, Tschechoslowakei; † 6. Juli 2011 in Gelbensande) war ein deutscher Philologe.

## Leben
Heinz Entner wurde als Kind einer Arbeiterfamilie geboren. Er besuchte die Schule bis zum Alter von 14 Jahren in seiner Heimatstadt, von 1946 bis 1952 in Neustrelitz/Mecklenburg. In dieser Zeit begeisterte ihn besonders das Werk des Bildhauers Ernst Barlach für die Kunst. Das Studium der Publizistik in Leipzig von 1952 bis 1953 und der Germanistik in Berlin von 1953 bis 1956, in dem er von den Vorlesungen der Literaturgeschichte von Alfred Kantorowicz, Victor Klemperer und Werner Simon sowie der Geschichte der Philosophie von Wolfgang Harich stark beeinflusst wurde, schloss er mit einer Arbeit über Barlachs Prosa ab.
Nach kurzer Tätigkeit als Redakteur beim DDR-Fernsehen wechselte er an die Akademie der Wissenschaften und promovierte 1963 an der Humboldt-Universität bei dem Germanisten Leopold Magon und dem Altphilologen Werner Hartke mit einer Studie zum deutschen Frühhumanismus. Es folgten weitere Forschungen zur Geschichte der lateinischen bzw. deutschen Poetik im 16. und 17. Jahrhundert, wobei er die Grundlagen für seine Fleming-Biographie schuf, mit der er sich 1992 habilitierte.
Durch die Jugendlektüre, die ihn geprägt hatte und sein ständiges Interesse für technische und naturwissenschaftliche Entwicklungen entdeckte er das Genre der Science-Fiction-Literatur für sich, schrieb Aufsätze und gab 1979 gemeinsam mit Irma Entner eine Anthologie skandinavischer Phantastik heraus. Außerdem lieferte er Beiträge zu dem von Erik Simon und Olaf R. Spittel herausgegebenen Lexikon Die Science-fiction der DDR und den Anthologien der Lichtjahr-Reihe.
Der Literaturwissenschaftler Kurt Batt bewog ihn später zur Beschäftigung mit nordischer Literatur, aus der 1982 u. a. eine dreibändige Ausgabe der Romane und Erzählungen des Dänen Herman Bang hervorging.

## Schriften
- Samuel Karoch von Lichtenberg im deutschen Frühhumanismus. Dissertation, Berlin 1963.
- Frühhumanismus und Schultradition in Leben und Werk des Wanderpoeten Samuel Karoch von Lichtenberg : Biographisch-literarhistorische Studie mit einem Anhang unbekannter Texte. Akademie-Verlag, Berlin 1968.
- mit Edith Neubauer: Bundschuh und Regenbogenfahne: Schriftsteller und Künstler im Bauernkrieg. Verlag Tribüne, Berlin 1975.
- Paul Fleming – ein deutscher Dichter im Dreißigjährigen Krieg.[3]

als Herausgeber
- Herman Bang. Romane und Erzählungen. Rostock und München 1982.
- mit Werner Lenk: Studien zur deutschen Literatur im 17. Jahrhundert. Aufbau, Berlin 1984.
- Wiedersehn beim Sirius : Phantastische Erzählungen aus Skandinavien.[4]